# Theodektes
Theodektes (grekiska: Θεοδέϰτης) var en forngrekisk talare och tragisk skald från Lycien, verksam under 300-talet f.Kr.
Theodektes var lärjunge till Isokrates och Platon och ägnade sig först åt retoriken. Sedermera uppträdde han med framgång som tragiker och vann segerpris bland annat vid den skaldetävlan, som drottning Artemisia i Halikarnassos lät anordna för att hedra sin avlidne gemål Mausolos minne (352 f.Kr.). Fragment av hans tal finnas hos Baiter-Sauppe, Oratores attici (stora upplagan), och Müller, Oratores attici (hos Didot), av hans tragedier hos Nauck, Tragicorum græcorum fragmenta (1856; 2:a upplagan 1889).